# Turzany (Basse-Silésie)
Turzany est une localité polonaise de la gmina de Wińsko, située dans le powiat de Wołów en voïvodie de Basse-Silésie.